# Bohumil Jílek
Bohumil Jílek (17. října 1892 Deštná – 3. srpna 1963 New York) byl československý politik a meziválečný poslanec Národního shromáždění za Komunistickou stranu Československa. Později člen Republikánské strany zemědělského a malorolnického lidu (agrárníci).

## Biografie
Ve 20. letech 20. století patřil k předním postavám československého komunistického hnutí. Do února 1922 a opět od března 1927 byl generálním tajemníkem KSČ. V letech 1921–1922 představoval výraznou postavu levicové frakce v rámci KSČ, která oponovala politice, kterou reprezentoval Bohumír Šmeral. V roce 1922 byla tato frakce poražena a Jílek s dalšími funkcionáři byl dočasně vyloučen ze strany. Po několika měsících ale bylo rozhodnutí revidováno a Jílek se vrátil do vedení KSČ.
V parlamentních volbách v roce 1925 se stal poslancem Národního shromáždění. V roce 1929 byl ale v souvislosti s nástupem skupiny mladých, radikálních komunistů (takzvaní Karlínští kluci), kteří do vedení KSČ doprovázeli Klementa Gottwalda, odstaven na V. sjezdu KSČ od moci. V červnu 1929 vystoupil z KSČ a v parlamentu se stal členem nového poslaneckého klubu nazvaného Komunistická strana Československa (leninovci).
Profesí byl podle údajů z roku 1925 tajemníkem v Praze-Motole. Po svém vyloučení z KSČ přešel do agrární strany a byl funkcionářem agrární odborové organizace. Za nacistické okupace působil jako redaktor deníku Venkov. V roce 1948 emigroval do USA, kde byl aktivní v takzvané Zelené internacionále.